# Geschichte der Astronomie und Astrophysik in der Antarktis
Die Geschichte der Astronomie und Astrophysik in der Antarktis umfasst die Chronologie der in der Antarktis durchgeführten Aktivitäten zur wissenschaftlichen Erkundung astronomischer Objekte vom Beginn des 20. Jahrhunderts bis zur Gegenwart. Ab dem 20. Jahrhundert wird die Antarktis auch für astronomische und astrophysikalische Untersuchungen genutzt, da in vielen Bereichen einzigartige Beobachtungsmöglichkeiten vorliegen, wie sie sonst nirgends auf der Erde anzutreffen sind. Erste astronometrische Beobachtungen fanden bereits 1772 statt. Die astrogeologischen Forschungen begannen 1912, die Erforschung kosmischer Strahlung ab 1955 und die photonische Ära seit 1979.

## Astrometrische Beobachtungen
Die ersten astrometrischen Beobachtungen südlich des 60. Breitengrades, über die schriftliche Unterlagen vorliegen, wurden 1772 von William Bayly an Bord der Schiffe HMS Discovery und Resolution unter James Cook durchgeführt. Das Ziel dieser Beobachtungen während der dreijährigen Umsegelung der Antarktis zwischen 1772 und 1775, bei denen neben umfangreichen astrometrischen Messungen auch zwei Mondfinsternisse beobachtet wurden, war es jedoch nicht, das astronomische Wissen zu erweitern, sondern die astronomische Navigation zu verbessern.

## Astrogeologie

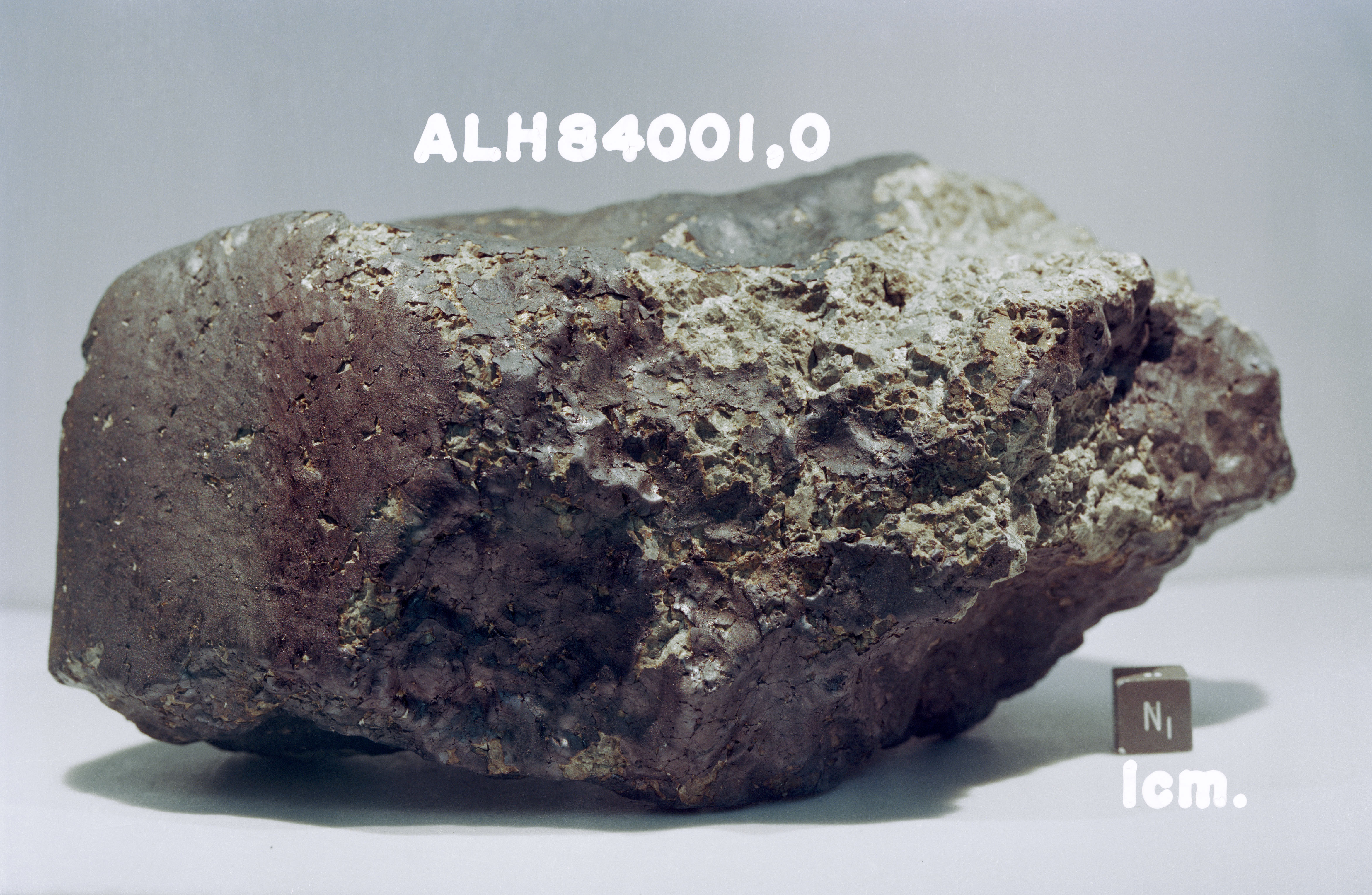
Marsmeteorit ALH 84001 aus Nickel

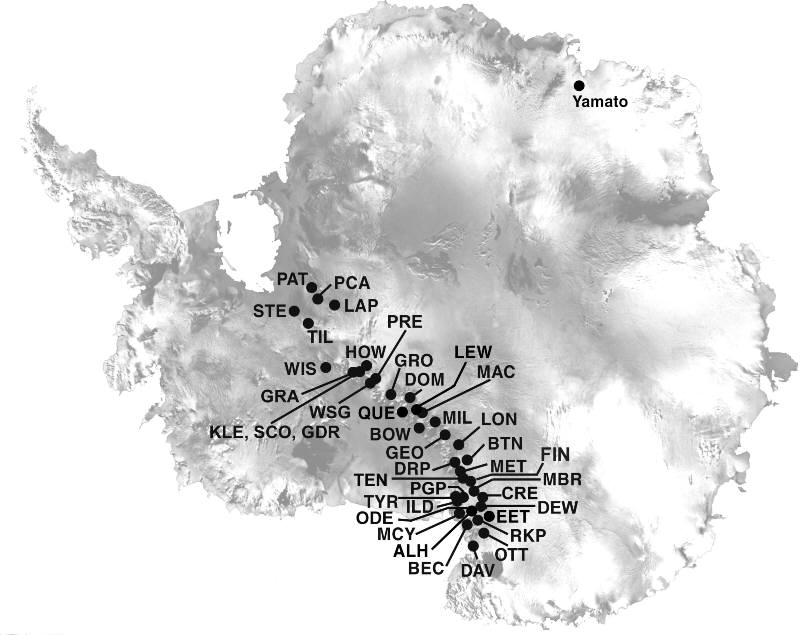
Meteoritenfelder in der Antarktis

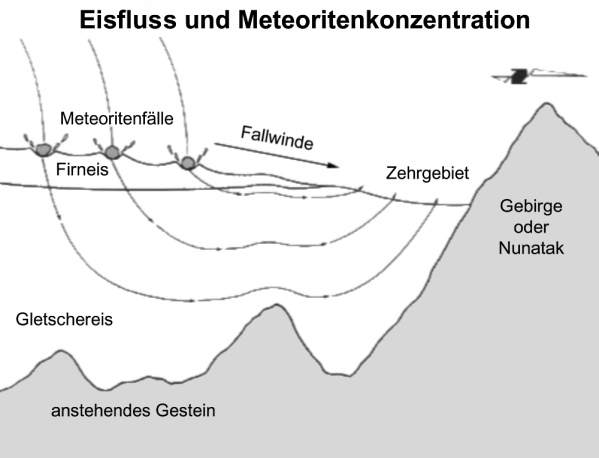
Meteoriten werden vermehrt in Zehrzonen von Blaueisgebieten abgelagert

Sir Douglas Mawson leitete zwischen 1911 und 1914 eine Expedition, um die noch unbekannte Küstenlinie zwischen Terra Nova im Osten und Gauss im Westen zu kartieren. Vom Basislager bei Cape Denison in der Commonwealth Bay im Adélieland brachen hierzu Dreierteams auf, die innerhalb mehrerer Wochen größere Entfernungen zurücklegten.
Eine dieser Exkursionen wurde von Leslie Whetter und Alfred Hodgeman unter der Führung von Frank Bickerton durchgeführt. Am dritten Tag, am 5. Dezember 1912, um 12:35 Uhr gelang den dreien 18 Meilen vom Basislager entfernt in 1000 m Höhe ein Zufallsfund: Sie fanden mit dem Adelie-Land-Meteoriten, einem 13 mal 8 cm großen Steinmeteoriten, den ersten Meteoriten in der Antarktis. Bickertons Tagebucheintrag belegt zudem, dass das Exkursionsteam sofort wusste, worum es sich hierbei handelte: „meteorite … covered with a black scale, internally of a crystalline structure, most of its surface rounded except in one place which looks like a fracture, iron is evidently present in it“.
Es dauerte fast ein halbes Jahrhundert, bis russischen Geologen, die von der Lasarew-Station (jetzt Nowolasarewskaja-Station) aus operierten, die nächste astronomisch wichtige Entdeckung gelang, der Fund mehrerer Meteoriten in der Lazarev-Region im Jahre 1961.
Die astrogeologische Bedeutung der Antarktis wurde erst 1969 deutlich, als eine japanische Geologengruppe die ersten systematischen Meteoritensuchprogramme auf der Basis von geologischen und glaziologischen Überlegungen in der Yamato-Region durchführten. Sie fanden bei diesen Suchprogrammen viele verschiedene Meteoritentypen, unter anderem Enstatit-Chondriten, hypersthene Achondriten, Typ III kohlige Chondriten und Bronzit-Chondriten. Da die zufällige Anhäufung der verschiedenen Meteoritentypen in der gleichen Gegend sehr unwahrscheinlich ist, wurde daraufhin die Theorie der Zehrzonen in Blaueisgebieten entwickelt, die erklärt, wie die Meteoriten durch die Bewegung der Eisfelder in einige relativ kleine Regionen transportiert und dort abgelagert werden, so dass sie in diesen Meteoritenfallen leicht gefunden werden können.
Seither wurden Tausende von Meteoriten in der Antarktis gefunden. Vor allem seit 1976 durch das Antarctic Search for Meteorites program (ANSMET).

## Kosmische Strahlung
Das erste astronomische Forschungsprogramm wurde von australischen Forschern durchgeführt und war eine Weiterführung der Arbeiten über Kosmische Strahlung von Leslie Martin an der Universität Melbourne. Als 1947 ANARE (Australian National Antarctic Research Expeditions) ins Leben gerufen wurde, beantragte Martin die Aufnahme von drei Experimenten seiner Gruppe in die erste ANARE-Expedition, davon zwei auf den subantarktischen Heard und Macquarie Islands. Während die beiden Stationen 1947 und 1948 eingerichtet wurden, wurde das dritte Experiment auf dem Expeditionsschiff Wyatt Earp auf dessen Fahrt durch den Südlichen Ozean unter teils extremen Bedingungen durchgeführt. Obwohl nicht direkt in der Antarktis durchgeführt, handelte es sich hierbei um die ersten Experimente, die speziell für antarktische Bedingungen konzipiert worden waren.
Nachdem die Ausrüstung 1949 zur Überholung von Heard und Macquarie zurückgeholt worden waren, beendete Martin 1950 seine Forschungen über die Kosmische Strahlung und die Programme wurden der Universität von Tasmanien unter Geoff Fenton zugeordnet. Nachdem die Einrichtung der ersten australischen Antarktisstation 1954, der Mawson-Station, erfolgt war, wurde auch dort 1955 ein Detektor für Kosmische Strahlung aufgebaut.
Auf Vorschlag von Lloyd Berkner regte 1952 der International Council of Scientific Unions (ICSU) an, zwischen Juli 1957 und Dezember 1958 ein umfassendes Programm geophysikalischer Aktivitäten durchzuführen. Dieses Programm wurde Internationales Geophysikalisches Jahr genannt und orientierte sich an den Internationalen Polarjahren 1882–1883 und 1932–1933. Im Rahmen dieses Programmes wurde auch von der amerikanischen National Science Foundation unter Leitung von Martin A. Pomerantz bei der McMurdo-Station, die auf hoher magnetischer Breite liegt, ein Detektor für Kosmische Strahlung errichtet.
Weitere Detektoren folgten in den nächsten Jahrzehnten bei vielen Stationen, unter anderen 1964 am Südpol.
Hochenergetische kosmische Strahlung über 50 TeV (Tera-Elektronenvolt) wird heute mit dem SPASE-2-Experiment aufgezeichnet, das über dem AMANDA-Neutrinoteleskop installiert ist. Durch den Ausbau von AMANDA in den 1 km³ großen IceCube-Neutrinodetektor bis 2011 konnte erstmals der PeV-Bereich der kosmischen Strahlung untersucht werden. Mit einem Budget von 295 Mio. US-Dollar ist IceCube das zu Zeit aufwändigste Einzelvorhaben.

## Optische Forschungsprogramme
Die Aktivitäten im Rahmen des Internationalen Geophysikalischen Jahres Ende der 1950er Jahre boten zusätzlich die Möglichkeit, diesen Standort auf weitere astronomische Beobachtungsmöglichkeiten (hin) zu untersuchen. Untersuchungen mit einem kleinen 3,5"-Teleskop ergaben hervorragende optische Bedingungen, während der geringe Anteil an Wasserdampf in der Atmosphäre auch auf eine sehr gute Eignung im Infraroten und im Millimeterbereich hindeuteten, trotzdem wurden diese Überlegungen für mehr als ein Jahrzehnt nicht weiterverfolgt.
1979 wurde das erste optische Forschungsprogramm am Südpol durchgeführt. Eric Fossat und Gerard Grec vom Observatoire de Nice gelang mit einem kleinen Teleskop eine 120stündige durchgehende Beobachtung der Sonnenoszillationen. Aus den Daten konnten etwa 80 Eigenmoden der Sonne mit Perioden zwischen 3 und 8 Minuten entdeckt werden. Bei einer weiteren Messkampagne im Sommer 1981/82, bei dem ein Matrixdetektor mit einer Winkelauflösung von 10 Bogensekunden verwendet wurde, konnten Unterschiede der Eigenmoden zwischen der Äquatorregion und den höheren Breiten der Sonne festgestellt werden. Diese Beobachtungen lieferten den Beweis, dass sich die Konvektionszonen der Sonne in Äquatornähe von denen in den höheren Breiten unterscheiden.
Nachdem im Sommer 1974 Testmessungen am Südpol ergeben hatten, dass der Wassergehalt der Atmosphäre niedriger ist als am Mauna Kea, dem bedeutendsten Infrarotteleskop der Welt, wurden in den 1980ern die ersten Projekte ins Auge gefasst, die galaktischen Infrarotemissionen zu beobachten.
Das erste durchgeführte Experiment war EMILIE (Emission Millimetrique), für das die amerikanisch-französische Gruppe um Pomerantz, Richard Gispert, Jean-Michel Lamarre, Francois Pajot und Jean Loup Puget ein 45 cm Submillimeter-Teleskop verwendeten, war zugleich das bis dahin ambitionierteste und logistisch aufwändigste Experiment, das in der Antarktis durchgeführt wurde. Es gelang, die Emission des Galaktischen Zentrums bei 900 µm zu messen, durch Messungen bei vier weiteren Wellenlängen konnten die Temperatur und Infrarothelligkeiten mehrerer Sternentstehungsgebiete in der südlichen Hemisphäre bestimmt werden.
Mit einer aufgerüsteten Version, EMILIE II, versuchten Mark Dragovan, Tony Stark und Robert Wilson von den ATT/Bell Laboratories erstmals, die Anisotropien der kosmischen Hintergrundstrahlung zu messen – dies war das erste einer Reihe immer ausgefeilterer Experimente, die ein Jahrzehnt später zu bahnbrechenden Erfolgen bei der Bestimmung der Winkelabhängigkeit und der Frequenzen der Anisotropie führten.
Nach einer Konferenz 1989 in Delaware, die mit Unterstützung der US National Science Foundation zustande kam, wurde 1991 das Center for Astrophysical Research in Antarctica (CARA) gegründet, das von einer Gruppe US-Universitäten unter Führung des Yerkes-Observatoriums in Wisconsin (zugehörig zur Universität von Chicago) mit ihrem Direktor Doyal Harper gebildet wurde.
Eine Messung der kosmischen Hintergrundstrahlung im Jahre 1988 in der Terra-Nova-Bucht lieferte eine Himmelskarte mit 1,3° Winkelauflösung.
CARA richtete am Südpol ein Ganzjahresteleskop ein, das im Infrarot-, Submillimeter- und Mikrowellenbereich arbeitete. Die Einrichtungen wurden einen Kilometer von der Südpolstation entfernt um das MAPO-Gebäude (Martin A Pomerantz Observatory) im „Dunklen Sektor“ errichtet, in dem menschliche Einwirkungen minimal gehalten werden. Zusätzlich zur Steuerung mehrerer Teleskope ist im MAPO auch eine voll ausgestattete Werkstatt untergebracht, die schon häufig unschätzbare Dienste bei der Wartung der Teleskope geleistet hat. Zusätzlich wurden auch Testprogramme gestartet, um die Transparenz, die Dunkelheit, den Wassergehalt und die Stabilität der antarktischen Atmosphäre vom Infraroten bis in den Millimeterbereich mit denen von astronomischen Beobachtungsstationen in gemäßigten Breiten zu vergleichen.
Weitere Infrarotteleskope sind unter anderem AST/RO und SPIREX.
Himmelskarten der Hintergrundstrahlung konnten ab 1992 mit dem Python, später mit Viper, DASI und den BOOMERanG-Ballonen weiter verbessert werden. Die Ergebnisse dieser Experimente wurden erst durch die weitaus kostspieligere WMAP-Satellitenmission übertroffen.
In den Jahren 2001 und 2002 wurde das Viper-Teleskop mit dem neuen ACBAR-Detektor ausgerüstet und Beobachtungen der Hintergrundstrahlung mit der bisher höchsten Winkelauflösung gemacht.

## Weitere Entwicklungen
Mit der Einrichtung von CARA stieg auch das Interesse an antarktischer Astronomie in anderen Staaten, besonders in Australien. Nach Vorüberlegungen auf Konferenzen 1986 und 1989 wurden im Juli 1990 auf der Asien-Pazifik-Regionalkonferenz der IAU in Sydney die Möglichkeiten eines gemeinsamen internationalen Observatoriums in der Antarktis öffentlich diskutiert, wenn möglich solle dies am höchsten Punkt, dem Dome A, eingerichtet werden. Im Laufe der nächsten Jahre wurden von australischer Seite engere Verbindungen mit der Université de Nice und CARA geknüpft. 1994 schlossen sich die University of New South Wales in Sydney und die Australian National University in Canberra zum Joint Australian Centre for Astrophysical Research in Antarctica (JACARA) zusammen, um eine weiterreichende Kooperation mit CARA zu ermöglichen.
Auf der Generalversammlung der IAU in Buenos Aires wurde eine Arbeitsgruppe zur Förderung der Astronomischen Forschung eingerichtet. Einige Wochen nach der Generalversammlung der IAU 1994 in Den Haag wurde auf einer Sondersitzung des Scientific Committee on Antarctic Research (SCAR) unter der Schirmherrschaft der Arbeitsgruppe Solar Terrestrial and Astrophysical Research (STAR) von SCAR abgehalten, auf der eine Resolution über die Bedeutung der antarktischen Astronomie mit dem Aufruf zu einer weiteren Entwicklung der Arbeitsfelder verabschiedet wurden. Seitdem wurde STAR umfirmiert zur Standing Scientific Group on Physical Sciences (SSG/PS), der sowohl eine Expertengruppe Antarctic Astronomy & Astrophysics (AAA) als auch eine aktive Arbeitsgruppe Plateau Astronomy Site Testing in Antarctica (PASTA) zugeordnet wurden.
Anfang 2008 wurde das zusammen mit Wissenschaftlern Chinas aufgebaute Plateau Observatory in Betrieb genommen.
Einige Regionen, besonders Dome C wurden aufgrund ihrer hervorragenden optischen Beobachtungseigenschaften als Standort für das Overwhelmingly Large Telescope, das E-ELT und andere Superteleskope diskutiert.